# Chrysoprasis abyara
Chrysoprasis abyara is een keversoort uit de familie van de boktorren (Cerambycidae). De wetenschappelijke naam van de soort werd voor het eerst geldig gepubliceerd in 1998 door Napp & Martins.